# Eino Rahja
Eino Rahja, né le 20 juin 1885 à Cronstadt, mort le 26 avril 1936 à Léningrad, était un homme politique russo-finnois, un ouvrier et un homme politique. Pendant la guerre civile finlandaise il a été l'un des chefs des Gardes Rouges.

## Politique
Il rejoint en premier Jukka au V.S.d.T.P (parti social-démocrate du travail) en 1903 alors qu'il était ouvrier. Pendant la Révolution d'Octobre il organise des relations entre la Russie et la Finlande (armes, livres, autres objets de contrebande).
Rahja participe à l'organisation  en 1918 du parti communiste de Finlande ; il avait deux frères entrés en politique aussi, le plus célèbre a été Jukka et son autre frère James ; Jukka est mort et James a été blessé à la purge du club Kuusisen (en). Il a été représentant au IIIe congrès du Komintern.

## Guerre civile
Alors que les troupes russes se débandent après l'abdication du Grand-duc de Finlande Nicolas II de Russie, il est l'un des rares pilotes de l'aviation, il participe aux combats mais finit par fuir en avion et part vers la République socialiste fédérative soviétique de Russie. Là, il est proche de Léo Laukin, Otto Vilmin et Grigori Zinoviev. Il a aidé Lénine à sortir de Russie par la Finlande en 1917 pendant la Révolution d'Octobre et à l'Institut Smolny.
Il a été nommé Komkor (chef des troupes) en République socialiste soviétique autonome de Carélie et mène de front son activité politique et militaire. Eino reçoit deux fois l'Ordre du drapeau rouge.
En 1927, il est expulsé du Parti Communiste. Il meurt en 1936 et est enterré au Monastère Saint-Alexandre-Nevski de Saint-Petersbourg.